# Collaboration (album)
Pour les articles homonymes, voir Collaboration (homonymie).
Albums par George Benson
While the City Sleeps...
(1986) Twice the Love
(1988)
Albums par Earl Klugh
Life Stories
(1986) Whispers and Promises
(1989)
Singles
1. Dreamin'
Sortie : août 1987
2. Since You're Gone
Sortie : avril 1988

Collaboration est un album studio collaboratif des guitaristes de jazz américains George Benson et Earl Klugh, sorti le 16 juin 1987 chez Warner Bros. Records. 

## Liste des titres
| No | Titre             | Auteur                         | Durée |
| -- | ----------------- | ------------------------------ | ----- |
| 1. | Mt. Airy Road     | Marcus Miller                  | 7:51  |
| 2. | Mimosa            | George Benson                  | 6:50  |
| 3. | Brazilian Stomp   | Earl Klugh                     | 5:33  |
| 4. | Dreamin'          | Marcus Miller                  | 5:49  |
| 5. | Since You're Gone | Earl Klugh                     | 5:46  |
| 6. | Collaboration     | - Harvey Mason - Randy Goodrum | 6:16  |
| 7. | Jamaica           | Randy Goodrum                  | 5:40  |

| 8. | Romeo & Juliet (Love Theme from Romeo & Juliet) | Nino Rota | 5:47 |

## Personnel

### Musiciens
- George Benson – guitare électrique
- Earl Klugh – guitare classique
- Paul Jackson Jr. – guitare rythmique
- Greg Phillinganes – claviers, synthétiseur, arrangements du synthétiseur (2, 3, 5, 6, 7)
- Rhett Lawrence – programmation des claviers
- Jason Miles – programmation du synthétiseur (1, 4)
- Larry Williams – programmation du synthétiseur (2, 3, 5, 6, 7), arrangements des cuivres (2)
- James Newton Howard – synthétiseur (5, 7, 8), programmation du synthétiseur (5), synthesizer string arrangements (5, 7, 8)
- Marcus Miller – guitare basse (1-7), arrangements de la piste rythmique (1, 6), arrangements du synthétiseur (1)
- Chuck Domanico – contrebasse (8)
- Harvey Mason – batterie (1-7)
- Jimmy Bralower – programmation LinnDrum (7)
- Vinnie Colaiuta – batterie (8)
- Paulinho da Costa – percussion
- Marty Paich – arrangements des cordes (1)
- Randy Goodrum – piste rythmique et programmation du synthétiseur (7)

### Production
- Producteur – Tommy LiPuma
- Coordinateur de production – Rosemary Diminno
- Enregistré et mixé par Bill Schnee
- Enregistrement supplémentaire – Carl Beatty, Eric Calvi, Randy Goodrum, Dave Palmer, Ross Pallone, Al Schmitt et Steven Strassman.
- Ingénieurs adjoints – Mark Cretella, Mike Crowiak, Peter Doell, Dan Garcia, Mike Iacopelli, Michael Mason, Dave O'Donnell, Ray Pyle, Joe Schiff, Stephen Shelton et Bart Stevens.
- Assistants de mixage – Dan Garcia et Bart Stevens
- Masterisé par Doug Sax à The Mastering Lab (Hollywood, Californie).
- Direction artistique et conception – Laura LiPuma
- Photographie – Stuart Watson
- Management – Ken Fritz, Dennis Turner et Bruce Hervey.

Crédits adaptés du livret de l'album.

## Classements et certifications

### Classements hebdomadaires
| Classement (1987–88)                  | Meilleure position |
| ------------------------------------- | ------------------ |
| Australie (Kent Music Report)         | 87                 |
| États-Unis (Billboard 200)            | 59                 |
| États-Unis (Top Black Albums)         | 28                 |
| États-Unis (Contemporary Jazz Albums) | 1                  |
| États-Unis (Cash Box Jazz Albums)     | 1                  |
| Nouvelle-Zélande (RIANZ)              | 46                 |
| Pays-Bas (Mega Album Top 100)         | 39                 |
| Royaume-Uni (UK Albums Chart)         | 47                 |
| Suisse (Schweizer Hitparade)          | 22                 |

### Certifications
| Pays                                  | Certification | Ventes certifiées |
| ------------------------------------- | ------------- | ----------------- |
| États-Unis (RIAA)                     | Or            | 500 000^          |
| ^Mise en rayon selon la certification |               |                   |